# Nakamura Katsuaki
Nakamura Katsuaki (中村克明 Trung Thôn Khắc Minh, sinh ngày 19 tháng 9 năm 1961), bút danh là Katsu Aki (克・亜樹 Khắc Á Thụ), là một mangaka (họa sĩ sáng tác truyện tranh Nhật Bản) người Nhật. Ông được biết đến bởi các tác phẩm Tenkū no Esukafurōne, Futari Ecchi và Saikikku Akademī Ōra Banshō. Ông thể hiện kiến thức khá sâu sắc về những vấn đề quan hệ tình dục trong cuộc sống vợ chồng ở tác phẩm Futari Ecchi. Mangaka Yoshizaki Mine từng là một trợ lý của Katsuaki.

## Tác phẩm
- Tenkū no Esukafurōne (天空のエスカフローネ tên tiếng Anh "The Vision of Escaflowne"?)
- Futari Ecchi (ふたりエッチ?)
- Saikikku Akademī Ōra Banshō (サイキックアカデミー煌羅万象 tên tiếng Anh "Psychic Academy"?)
- Hoshikuzu Paradise
- Chouryuu Senki Sauros Knight
- This is Eden
- Angel Hard (エンゲル・ハード Engeru・Haado?)
- AYA
- DADDY * Virgin
- Dynamite Peach
- Harem Revolution
- Love Lucky (ラブ♡らっきぃ Rabu Rakkii?)
- Happi Chokuzen